# Adeola Runsewe
Adeola Lanre Runsewe (1º dicembre 1989) è un ex calciatore nigeriano, di ruolo attaccante.

## Carriera
Ha giocato nella massima serie dei campionati danese e libanese.

## Palmarès

### Club

#### Competizioni nazionali
- 1. Division: 1

Silkeborg: 2013-2014